# Tell Uqair
Tell Uqair ist der moderne Name einer Ausgrabungsstätte im heutigen Irak. Der Ort liegt nordwestlich von Nippur.
Bei irakischen Ausgrabungen fanden sich Reste einer Obed-Siedlung. Der Ort ist aber von besonderer Bedeutung, da hier auch ein Tempel auf einer Plattform, der in die Dschemdet-Nasr-Zeit (um 3000 v. Chr.) datiert, ausgegraben wurden. In dem Bau fanden sich gut erhaltene Reste von Wandmalereien. Es gibt gemalte Bilder von Leoparden und Löwen und es fand sich eine Ornamentierung, die an die Stiftmosaiken von Uruk erinnert. Die Malereien waren so gut erhalten, da der Tempel in späterer Zeit aufgegeben und eine noch höhere Plattform errichtet wurde. Dafür wurden die Tempelräume mit Ziegeln ausgefüllt, die dann die Malereien schützten.